# 约翰·萨利拉
约翰·萨利拉（芬蘭語：Johan Salila，1884年7月28日—1932年8月12日），芬兰男子摔跤运动员。他曾代表芬兰参加世界摔跤锦标赛，获得一枚金牌。他也曾参加1912年、1920年和1924年夏季奥林匹克运动会。